# Francisco de Araújo Macedo
Francisco de Araújo Macedo (Boquim, 8 de setembro de 1897 — Brasília, 5 de janeiro de 1966), mais conhecido como Francisco Macedo, foi um jornalista, agricultor, comerciante e político brasileiro, outrora deputado federal por Sergipe.

## Dados biográficos
Filho de José Conrado de Araújo e Maria da Glória Macedo. Agricultor e comerciante de madeira, estabeleceu-se depois como jornalista sendo integrante da Associação Sergipana de Imprensa. Partícipe de uma rebelião solidária à Revolta Paulista de 1924, esteve presente ainda num levante igualmente mal sucedido no 28.º Batalhão de Caçadores em 1926 quando o tenente Maynard Gomes tentou derrubar o governo sergipano. Suas atividades políticas incluem uma passagem como intendente do município de Estância e membro do membro do Conselho Consultivo de Sergipe.
Eleito deputado estadual pelo PTB em 1947, disputou o governo sergipano em 1950 e 1954 e mesmo derrotado conseguiu dois mandatos de deputado federal nos respectivos pleitos graças ao artifício das "candidaturas múltiplas", contudo foi duplamente derrotado ao repetir esse estratagema em 1958. Candidato a deputado federal em 1962, figurou como primeiro suplente de sua coligação, sendo efetivado em 27 de agosto de 1963, dias após a morte de Euclides Mendonça.
Seus últimos meses de mandato transcorreram sob a vigência do Ato Institucional Número Dois, mas Francisco Macedo não chegou a ingressar em nenhum dos partidos criados pelo Regime Militar de 1964, pois faleceu em Brasília durante o recesso parlamentar e em sua vaga efetivaram Passos Porto.